# Pretina
Pretina (cyr. Претина) – wieś w Serbii, w okręgu pczyńskim, w gminie Bujanovac. W 2002 roku liczyła 53 mieszkańców.